# Gullev Sogn
Gullev Sogn er et sogn i Viborg Østre Provsti (Viborg Stift).
I 1800-tallet var Gullev Sogn anneks til Sahl Sogn. Begge sogne hørte til Houlbjerg Herred i Viborg Amt. Sahl-Gullev sognekommune blev ved kommunalreformen i 1970 indlemmet i Bjerringbro Kommune, som ved strukturreformen i 2007 indgik i Viborg Kommune.
I Gullev Sogn ligger Gullev Kirke.
I sognet findes følgende autoriserede stednavne:
- Bøgeskov (bebyggelse, ejerlav)
- Gullev (bebyggelse, ejerlav)
- Gullev Hede (bebyggelse)
- Kraghede (bebyggelse)
- Nøddelund (bebyggelse, ejerlav)
- Sønderskov (bebyggelse)